# Réaction triple alpha

Vue schématique d'une réaction triple alpha.

En astrophysique, la réaction triple alpha désigne un ensemble de réactions de fusion nucléaire convertissant trois particules α (noyaux d'hélium 4) en noyau de carbone,.
Les étoiles âgées accumulent de l'hélium en leur cœur comme produit de la chaîne proton-proton. Alors que cet hélium s'accumule, il tend à fusionner avec d'autres noyaux d'hydrogène (protons) ou d'hélium (particules α) pour produire des nucléides très instables qui se désintègrent instantanément en noyaux plus petits. Lorsque l'hydrogène s'épuise, les réactions de fusion nucléaire de l'hydrogène en hélium ralentissent, d'où une baisse de la pression de radiation au cœur de l'étoile et donc contraction de celle-ci pour atteindre un nouvel équilibre hydrostatique : le cœur de l'étoile se comprime et s'échauffe pour atteindre environ 100 MK, accélérant la fusion des noyaux d'hélium de telle sorte qu'une concentration suffisante de béryllium 8 puisse être maintenue, malgré sa durée de demi-vie extrêmement brève, permettant la fusion d'un troisième noyau d'hélium pour donner du carbone 12, qui est stable :
| 4 2He | + 4 2He | + 91,8 keV | ⟶ 8 4Be[a] ⟶ 2 4 2He |
| 8 4Be | + 4 2He |            | ⟶ 12 6C + 7,367 MeV  |
Le bilan énergétique net de cette réaction, appelée « triple α » puisqu'elle résulte en la fusion de trois particules α, est 7,275 MeV. La cinétique de cette réaction est très lente en raison de l'instabilité du béryllium 8 : c'est la raison pour laquelle le Big Bang n'a pas pu former de carbone, car la température de l'Univers a baissé bien trop rapidement pour ce faire.
La probabilité de fusion de trois noyaux d'hélium, a priori infime, est sensiblement accrue par deux faits successifs :
- l'état fondamental du béryllium 8 a quasiment la même énergie que la somme de celles de deux particules α ;
- le carbone 12 possède un état excité, connu sous le nom d'état de Hoyle, dont l'énergie est quasiment égale à la somme de celles d'un noyau d'hélium et d'un noyau de béryllium 8. L'existence de ce niveau résonnant, alors inconnu, fut prédit par Fred Hoyle en 1954 au cours de ses recherches sur la nucléosynthèse stellaire[4]. Elle fut confirmée par des mesures ultérieures par William Fowler[5].

Ces résonances augmentent considérablement la probabilité qu'une particule alpha se combine avec un noyau de béryllium 8 pour former un atome de carbone.
Le fait que l'abondance du carbone dépende ainsi de valeurs bien précises de niveaux énergétiques fut parfois avancé de façon très controversée comme une preuve du principe anthropique. La théorie que le carbone à l’intérieur des étoiles doit être synthétisé par l’intermédiaire de la réaction triple alpha, par fusion de noyaux d’hélium, provient de l'astrophysicien Edwin Salpeter au début des années 1950.
Comme effet secondaire du processus, certains noyaux de carbone peuvent se fusionner avec des noyaux d'hélium additionnels en produisant un isotope stable d'oxygène avec libération d'énergie :
12
6C + 4
2He ⟶ 16
8O + 7,162 MeV.
L'étape suivante où l'oxygène se combine lui aussi avec une particule alpha pour former un atome de néon est plus difficile à cause des règles concernant le spin nucléaire. Ceci a pour conséquence que la nucléosynthèse stellaire produit de grande quantité de carbone et d'oxygène mais une partie seulement de ces éléments sont à leur tour convertis en néon et en éléments plus lourds. La fusion nucléaire produit de l'énergie seulement jusqu'au fer ; les éléments plus lourds sont créés lors de l'explosion de supernovas avec absorption d'énergie.